# Rio Mendoza

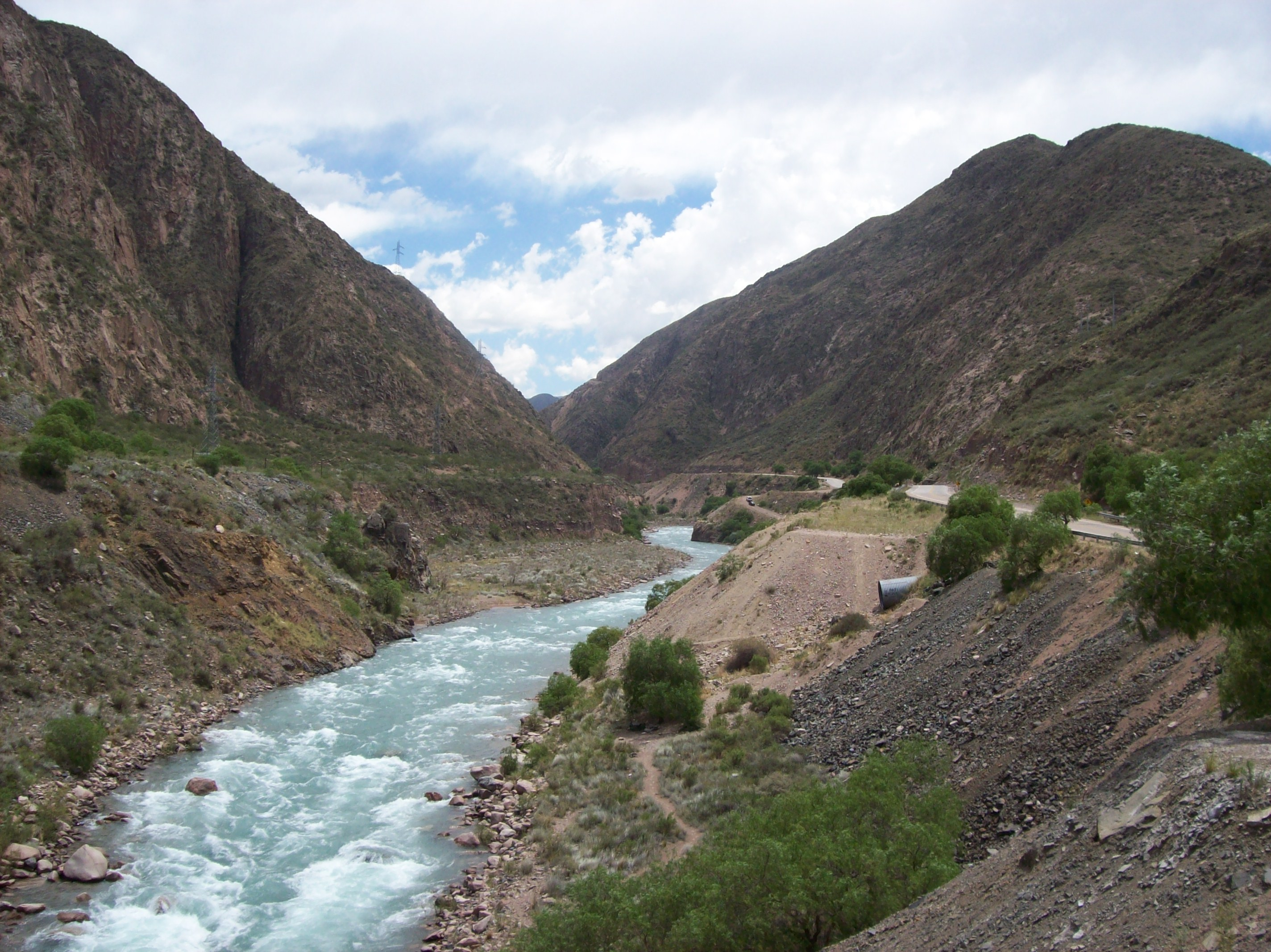
Vista do rio Mendoza

O rio Mendoza  é um curso de água localizado ao norte da província de Mendoza, Argentina. Passa pela cidade de Luján de Cuyo, nas proximidades da cidade de Mendoza, capital da província, e é uma das mais importantes fontes de água para irrigação do país. Possui um caudal de 50 m³/s.
Formado totalmente por águas de degelo, nasce na localidade de Punta de Vacas, lugar em que confluem os rios Tupungato e Cuevas e, imediatamente águas abaixo, pela margem esquerda, o rio de las Vacas; a partir deste ponto recebe aportes dos rios Colorado e Blanco (pela margem direita) e dos riachos Picheuta e Uspallata pela margem esquerda. Irriga as terras dos departamentos de Luján de Cuyo, Maipú, Guaymallén, Las Heras, San Martín e Lavalle na província de Mendoza e desemboca nas lagunas de Guanacache. Estas lagunas —cujo coletor é o rio Desaguadero— estão a secar com o passar do tempo, devido ao desvio das águas dos rios Mendoza e San Juan.

## Obras hidráulicas

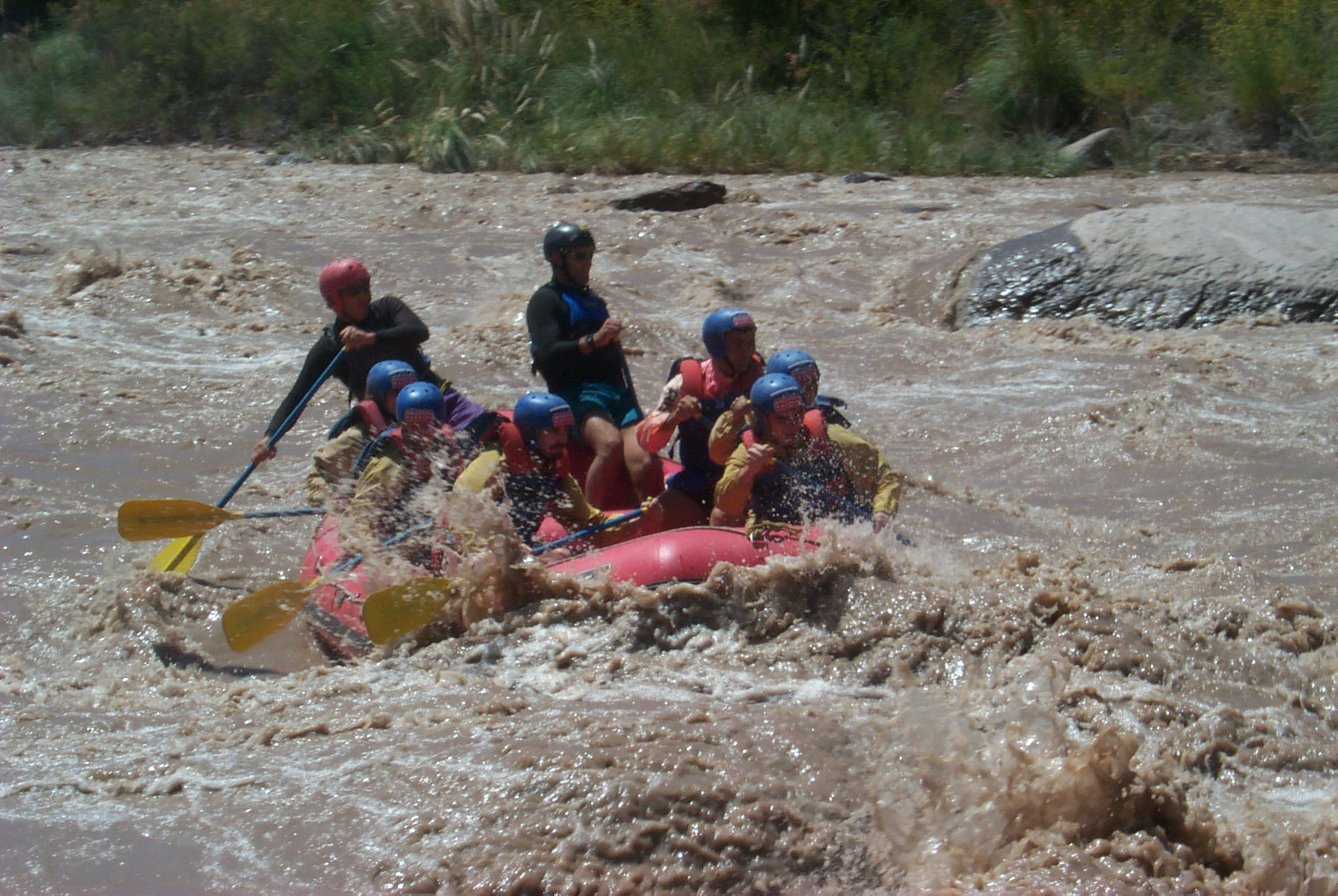
Rafting no rio Mendoza

O dique "Cipoletti" foi construído pelo engenheiro italiano Cesare Cipolletti —radicado em Mendoza— e inaugurado em 1890; é utilizado como defesa contra possíveis elevações de caudal e como desviador para a água de irrigação que é transferida ao canal Cacique Guaymallén, o maior da província.
Em 1993, mediante a lei n° 3.543, autorizou-se a construção do dique "Las Compuertas", para captação de água.